# Húsbarna galóca
A húsbarna galóca (Amanita lepiotoides) a galócafélék családjába tartozó, Európában honos, lomberdőkben élő, nem ehető gombafaj.

## Megjelenése
A húsbarna galóca kalapja 3-12 cm széles, fiatalon félgömb alakú, később domborúvá válik. Széle kezdetben befelé görbül, majd egyenes, finoman bordázott. Alapszíne fehér, majd halvány okkeres-vörösbarnás, de felületét vörösesbarna, nemezes pikkelyek (burokmaradványok) borítják. 
Húsa vastag, színe fehér, sérülésre vörösre, vörösbarnára változik. Szaga nem jellegzetes, íze kellemetlen.
Közepesen sűrű lemezei szabadon állnak; a féllemezek gyakoriak, rövidek, végük szögletes vagy lekerekített. Színük fehér, krémszínű vagy sárgásfehér.  
Tönkje 6-15 cm magas és 1-2 cm vastag. Alakja hengeres. Színe sárgásfehér vagy a kalapéval megegyező. Bocskora nagy, vaskos, hártyás és nemezes, vastag belső réteggel rendelkezik.
Spórapora fehér. Spórája ellipszoid vagy megnyúlt alakú, amiloid, mérete 8,3-13,8 × 5,5-7,7 µm.

### Hasonló fajok
A piruló galóca, a cafrangos galóca vagy a szürke galóca hasonlít hozzá. 

## Elterjedése és élőhelye
Európa déli, délnyugati vidékein honos. Magyarországon ritka. 
Melegkedvelő lomberdőkben, főleg tölgyesekben él.  
Nem ehető. 
Magyarországon 2013 óta védett, természetvédelmi értéke 10 000 Ft.